# Alfred LeConey
Alfred LeConey   (3 de novembre de 1901 - Plainfield, 11 de novembre de 1959) va ser un atleta estatunidenc que va competir durant la dècada de 1920.
Al Le Coney va créixer a Moorestown, Nova Jersey, on va començar a mostrar les seves habilitats com a velocista. El 1922 va guanyar els campionats de l'Amateur Athletic Union de les 220 iardes i el 1923 els campionats de l'IC4A de les 100 i 220 iardes.
El 1924 va prendre part en els Jocs Olímpics de París, on va guanyar la medalla d'or en els 4x100 metres relleus del programa d'atletisme. Va compartir equip amb Loren Murchison, Louis Clarke i Frank Hussey.
Per ajudar a finançar els Jocs de Los Angeles de 1932 es va emetre un segell de tres cèntims amb la seva imatge.

## Millors marques
- 100 metres llisos. 10.6" (1924)
- 200 metres llisos. 21.7" (1922)
- 4x100 metres llisos. 41.0" (1924) Rècord del Món[2][3]